# Fédération du Monténégro de football

Logo

La Fédération du Monténégro de football (FSCG) est une association regroupant les clubs de football du Monténégro et organisant les compétitions nationales et les matches internationaux de l'Équipe du Monténégro de football. Elle est présidée par Dejan Savićević, ancien milieu de terrain du Buducnost Podgorica, de l'Étoile rouge Belgrade, du Milan AC et du Rapid Vienne. Le sponsor officiel de la fédération est Meridianbet.
La Fédération du Monténégro de football est fondée le 8 mars 1931 à Cetinje, ancienne capitale du Monténégro, sous le nom de Cetinjski nogometni podsavez (sous-association de football de Cetinje) en tant que sous-fédération de la FSJ (Fédération yougoslave de football). Elle restera affiliée à la FSJ, renommée tardivement FSSCG (Fédération serbo-monténégrine de football), jusqu'à la dissolution de cette dernière le 28 juin 2006. Le jour de la dissolution de la FSSCG, les deux sous-fédérations de Serbie et du Monténégro accèdent à l'indépendance et deviennent fédération nationale dans leur pays respectif. En accord avec les parties concernées, la Fédération serbe de football (FSS) se porte cessionnaire de la FSSCG et hérite dans la continuité de son affiliation auprès de la FIFA et de l'UEFA. Cela contraint la fédération monténégrine à faire une demande d'adhésion à la FIFA et à l'UEFA. La FSCG devient le 53e membre de l'UEFA le 26 janvier 2007, à la suite d'un vote à l'unanimité des associations membres, bien trop tard pour avoir la possibilité de participer aux phases éliminatoires du Championnat d'Europe de football 2008. Elle obtient son affiliation à la FIFA un peu plus tard, en août 2007.

## Le siège
Le siège de la Fédération Monténégrine de Football est situé dans la Maison monténégrine du football. La Maison monténégrine du football est un complexe sportif d'affaires situé dans le Vieil aéroport de Podgorica.
Le complexe s'étend sur 3 784 mètres carrés. Il comprend un espace de stationnement, un local technique et une buanderie au sous-sol. Au rez-de-chaussée se trouvent la réception, la salle de presse, la salle de réunion et les bureaux de la télévision de la FSGC. Aux premier et deuxième étages se situent des salles de réunion et des bureaux. C'est là que l'administration de la fédération et les équipes nationales mènent leurs activités.